# Список видов семейства Oecobiidae
Список всех описанных видов пауков семейства Oecobiidae на 8 августа 2017 года. 6 родов, 111 видов.

## Oecobius
Oecobius Lucas, 1846
- Oecobius achimota Shear & Benoit, 1974 — Гана
- Oecobius aculeatus Wunderlich, 1987 — Канарские Острова
- Oecobius affinis O. P.-Cambridge, 1872 — Сирия, Иордания
- Oecobius agaetensis Wunderlich, 1992 — Канарские Острова
- Oecobius albipunctatus O. P.-Cambridge, 1872 — Сирия
- Oecobius alhoutyae Wunderlich, 1995 — Кувейт
- Oecobius amboseli Shear & Benoit, 1974 — Египт, Эфиопия, Кения, Уганда, Дания, Нидерланды (ввезён)
- Oecobius annulipes Lucas, 1846 — Алжир
- Oecobius ashmolei Wunderlich, 1992 — Канарские Острова
- Oecobius beatus Gertsch & Davis, 1937 — Мексика
- Oecobius bracae Shear, 1970 — Мексика
- Oecobius brachyplura (Strand, 1913) — Израиль
  - Oecobius brachyplura demaculata (Strand, 1914) — Израиль
- Oecobius bumerang Wunderlich, 2011 — Канарские Острова
- Oecobius caesaris Wunderlich, 1987 — Канарские Острова, Азорские острова
- Oecobius cambridgei Wunderlich, 1995 — Ливан
- Oecobius camposi Wunderlich, 1992 — Канарские Острова
- Oecobius cellariorum (Duges, 1836) — Повсеместно
- Oecobius chiasma Barman, 1978 — Индия
- Oecobius civitas Shear, 1970 — Мексика
- Oecobius concinnus Simon, 1893 — Тропики
- Oecobius culiacanensis Shear, 1970 — Мексика
- Oecobius cumbrecita Wunderlich, 1987 — Канарские Острова
- Oecobius depressus Wunderlich, 1987 — Канарские Острова
- Oecobius dolosus Wunderlich, 1987 — Канарские Острова
- Oecobius doryphorus Schmidt, 1977 — Канарские Острова
- Oecobius duplex Wunderlich, 2011 — Канарские Острова
- Oecobius eberhardi Santos & Gonzaga, 2008 — Коста-Рика
- Oecobius erjosensis Wunderlich, 1992 — Канарские Острова
- Oecobius fortaleza Wunderlich, 1992 — Канарские Острова
- Oecobius fuerterotensis Wunderlich, 1992 — Канарские Острова
- Oecobius furcula Wunderlich, 1992 — Канарские Острова
- Oecobius gomerensis Wunderlich, 1979 — Канарские Острова
- Oecobius hayensis Wunderlich, 1992 — Канарские Острова
- Oecobius hidalgoensis Wunderlich, 1992 — Канарские Острова
- Oecobius hierroensis Wunderlich, 1987 — Канарские Острова
- Oecobius hoffmannae Jimenez & Llinas, 2005 — Мексика
- Oecobius idolator Shear & Benoit, 1974 — Буркина-Фасо
- Oecobius iguestensis Wunderlich, 1992 — Канарские Острова
- Oecobius incertus Wunderlich, 1995 — Северная Африка
- Oecobius infierno Wunderlich, 1987 — Канарские Острова
- Oecobius infringens Wunderlich, 2011 — Канарские Острова
- Oecobius interpellator Shear, 1970 — США
- Oecobius isolatoides Shear, 1970 — США, Мексика
- Oecobius isolatus Chamberlin, 1924 — США, Мексика
- Oecobius juangarcia Shear, 1970 — Мексика
- Oecobius lampeli Wunderlich, 1987 — Канарские Острова
- Oecobius latiscapus Wunderlich, 1992 — Канарские Острова
- Oecobius linguiformis Wunderlich, 1995 — Канарские Острова
- Oecobius longiscapus Wunderlich, 1992 — Канарские Острова
- Oecobius machadoi Wunderlich, 1995 — Португалия, Испания
- Oecobius maculatus Simon, 1870 — от Средиземноморья до Азербайджана
- Oecobius marathaus Tikader, 1962 — Тропики
- Oecobius maritimus Wunderlich, 1987 — Канарские Острова
- Oecobius minor Kulczynski, 1909 — Азорские острова, Мадейра
- Oecobius nadiae (Spassky, 1936) — Центральная Азия, Китай
- Oecobius navus Blackwall, 1859 — Повсеместно
  - Oecobius navus hachijoensis Uyemura, 1965 — Япония
- Oecobius palmensis Wunderlich, 1987 — Канарские Острова
- Oecobius parapsammophilus Wunderlich, 2011 — Канарские Острова
- Oecobius pasteuri Berland & Millot, 1940 — Западная Африка
- Oecobius paulomaculatus Wunderlich, 1995 — Алжир
- Oecobius persimilis Wunderlich, 1987 — Канарские Острова
- Oecobius petronius Simon, 1890 — Йемен
- Oecobius piaxtla Shear, 1970 — Мексика
- Oecobius pinoensis Wunderlich, 1992 — Канарские Острова
- Oecobius przewalskyi Hu & Li, 1987 — Тибет
- Oecobius psammophilus Wunderlich, 2011 — Канарские Острова
- Oecobius pseudodepressus Wunderlich, 1992 — Канарские Острова
- Oecobius putus O. P.-Cambridge, 1876 — Египт, от Судана до Азербайджана, (США, ввезён)
- Oecobius rhodiensis Kritscher, 1966 — Греция, Турция
- Oecobius rioensis Wunderlich, 1992 — Канарские Острова
- Oecobius rivula Shear, 1970 — Мексика
- Oecobius rugosus Wunderlich, 1987 — Канарские Острова
- Oecobius selvagensis Wunderlich, 1995 — Селваженш
- Oecobius sheari Benoit, 1975 — Чад
- Oecobius similis Kulczynski, 1909 — Мадейра, Канарские Острова, Азорские острова, Остров Святой Елены
- Oecobius sinescapus  Wunderlich, 2017 — Канарские Острова
- Oecobius simillimus Wunderlich, 2011 — Канарские Острова
- Oecobius sombrero Wunderlich, 1987 — Канарские Острова
- Oecobius tadzhikus Andreeva & Tyschchenko, 1969 — Центральная Азия
- Oecobius tasarticoensis Wunderlich, 1992 — Канарские Острова
- Oecobius teliger O. P.-Cambridge, 1872 — Греция, Турция, Ливан
- Oecobius templi O. P.-Cambridge, 1876 — Египт, Судан
- Oecobius tibesti Shear & Benoit, 1974 — Чад
- Oecobius trimaculatus O. P.-Cambridge, 1872 — Иордания
- Oecobius unicoloripes Wunderlich, 1992 — Канарские Острова

## Paroecobius
Paroecobius Lamoral, 1981
- Paroecobius nicolaii Wunderlich, 1995 — Южная Африка
- Paroecobius wilmotae Lamoral, 1981 — Ботсвана

## Platoecobius
Platoecobius Chamberlin & Ivie, 1935
- Platoecobius floridanus (Banks, 1896) — США
- Platoecobius kooch Santos & Gonzaga, 2008 — Аргентина

## Uroctea
Uroctea Dufour, 1820
- Uroctea compactilis L. Koch, 1878 — Китай, Корея, Япония
- Uroctea concolor Simon, 1882 — Йемен
- Uroctea durandi (Latreille, 1809) — Средиземноморье
- Uroctea grossa Roewer, 1960 — Афганистан
- Uroctea hashemitorum Bosselaers, 1999 — Иордания
- Uroctea indica Pocock, 1900 — Индия
- Uroctea lesserti Schenkel, 1936 — Китай, Корея
- Uroctea limbata (C. L. Koch, 1843) — Северное Полушарие
- Uroctea manii Patel, 1987 — Индия
- Uroctea matthaii Dyal, 1935 — Пакистан
- Uroctea paivani (Blackwall, 1868) — Канарские Острова, Кабо-Верде
- Uroctea quinquenotata Simon, 1910 — Южная Африка
- Uroctea schinzi Simon, 1887 — Южная Африка
- Uroctea semilimbata Simon, 1910 — Южная Африка
- Uroctea septemnotata Tucker, 1920 — Намибия, Южная Африка
- Uroctea septempunctata (O. P.-Cambridge, 1872) — Израиль
- Uroctea sudanensis Benoit, 1966 — Судан, Сомали, Йемен
- Uroctea thaleri Rheims, Santos & van Harten, 2007 — Турция, Израиль, Иран, Йемен, Индия

## Urocteana
Urocteana Roewer, 1961
- Urocteana poecilis Roewer, 1961 — Сенегал

## Uroecobius
Uroecobius Kullmann & Zimmermann, 1976
- Uroecobius ecribellatus Kullmann & Zimmermann, 1976 — Южная Африка